# Subsistema Local Integrado de Transporte
O Subsistema Local Integrado de Transporte (SLIT), cujo ônibus é conhecido por Amarelinho, foi parte integrante do Sistema de Transporte Coletivo por Ônibus (STCO) de Salvador, Bahia.
Eram 100 micro-ônibus que conectavam diversos bairros às principais vias de tráfego da cidade, permitindo aos usuários dos transportes coletivos o acesso aos ônibus convencionais. Objetivava aumentar a acessibilidade aos corredores principais com veículos menores e com custos menores, inclusive por parte dos passageiros com Salvador Card. A integração tarifária com os Amarelinhos ocorria com a cobrança da metade da tarifa, sendo o benefício também válido para estudantes.
Em 2013, a Prefeitura de Salvador, sob a gestão do prefeito ACM Neto, incluiu na reorganização das linhas de ônibus prévia à licitação do STCO a extinção do SLIT. Algumas linhas foram incorporadas ao serviço convencional e outras extintas. A justificativa dada foi a transformação do SalvadorCard em "bilhete único", e substituição da integração feita pelos micro-ônibus por aquela feita pelo cartão. Em consequência, passageiros que antes pagavam em dinheiro devem passar a utilizar mais o bilhete avulso do SalvadorCard, o que antecipa a receita para as empresas.